# Porąbka (gmina)
Porąbka – gmina wiejska w województwie śląskim, w powiecie bielskim. W latach 1975–1998 gmina położona była w województwie bielskim.
Siedziba gminy to Porąbka, pozostałe sołectwa: Bujaków, Czaniec, Kobiernice.
Według danych z 30 września 2012 r. (informacja UG Porąbka załączona do projektu uchwały o podziale na okręgi wyborcze) gminę zamieszkiwało 15 307 osób. Natomiast według danych z 31 grudnia 2017 roku gminę zamieszkiwało 15544 osób.

## Struktura powierzchni
Według danych z roku 2002 gmina Porąbka ma obszar 64,59 km², w tym:
- użytki rolne: 38%
- użytki leśne: 47%

Gmina stanowi 14,13% powierzchni powiatu.

## Demografia
W 1900 roku prawie cały obszar współczesnej gminy Porąbka stanowiły 4 ówczesne gminy (wraz z gutsgebiete): Bujaków, Czaniec, Kobiernice i Porąbka. Ich łączna powierzchnia wynosiła 6497 ha (64,97 km²) a liczba ludności 7408 (gęstość zaludnienia 114 os./km²) zamieszkałych w 1155 budynkach, z czego 7386 (99,7%) było polsko-, 13 (0,2%) niemieckojęzycznymi a 2 osoby posługiwały się jeszcze innym językiem, 7309 (98,7%) było katolikami, 91 (1,2%) wyznawcami judaizmu a 8 jeszcze innej religii lub wyznania.
Dane z 30 czerwca 2004:
| Opis                              | Ogółem | Ogółem | Kobiety | Kobiety | Mężczyźni | Mężczyźni |
| --------------------------------- | ------ | ------ | ------- | ------- | --------- | --------- |
| jednostka                         | osób   | %      | osób    | %       | osób      | %         |
| populacja                         | 14 636 | 100    | 7447    | 50,9    | 7189      | 49,1      |
| gęstość zaludnienia (mieszk./km²) | 226,6  | 226,6  | 115,3   | 115,3   | 111,3     | 111,3     |

Według danych z 30 września 2012 r. (informacja UG Porąbka dostarczona do projektu uchwały o podziale na okręgi wyborcze) gmina miała 15 307 mieszkańców, a z tego poszczególne sołectwa:

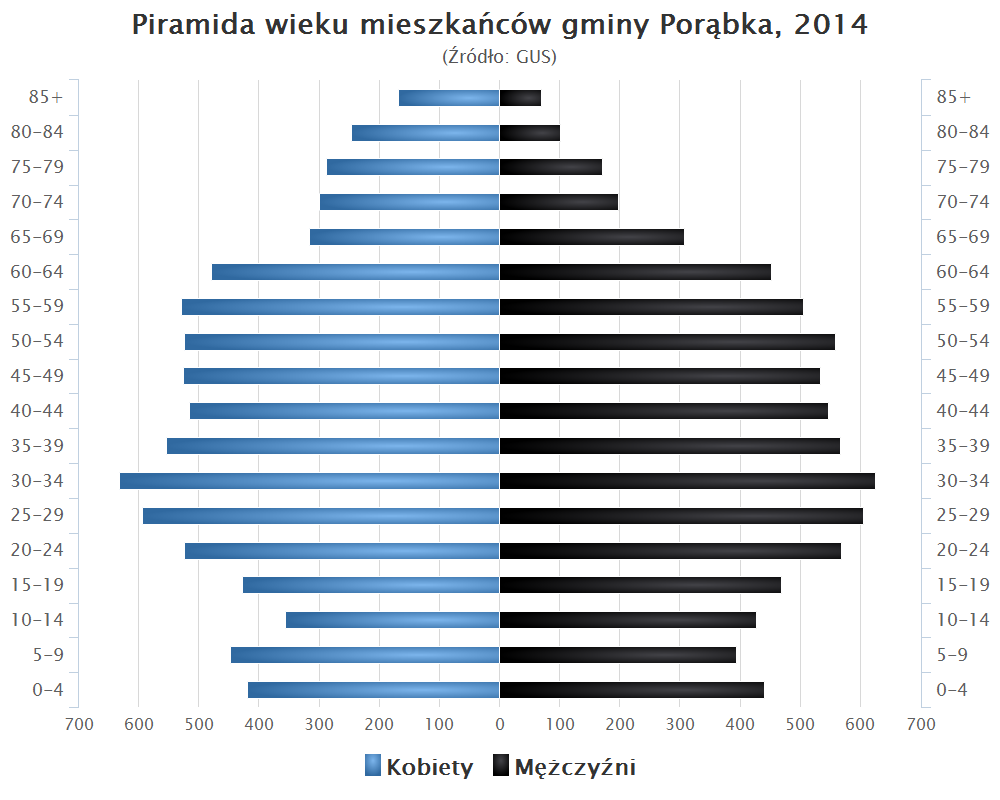
Piramida wieku mieszkańców gminy Porąbka w 2014 roku

- Bujaków – 2201
- Czaniec – 5721
- Kobiernice – 3426
- Porąbka – 3959

## Sąsiednie gminy
Andrychów, Czernichów, Kęty, Kozy, Łękawica